# يو إف سي ليلة القتال 263
يو إف سي ليلة القتال 263 (بالإنجليزية: UFC Fight Night 263) (المعروف أيضًا باسم يو إف سي فيغاس 110) هو حدث قادم لفنون القتال المختلطة ستُنظمته يو إف سي، وسيُقام في 1 نوفمبر 2025، على يو إف سي أبيكس في إنتربرايز، نيفادا، وهي جزء من وادي لاس فيغاس، الولايات المتحدة.